# 九条道実
九条 道実（くじょう みちざね、旧字体：九條 道󠄁實、1870年1月16日（明治2年12月15日）- 1933年〈昭和8年〉1月19日）は、日本の宮内官、政治家、華族。貴族院公爵議員。
1896年（明治29年）以降、式部官、掌典、掌典次長、侍従、掌典長などを歴任した。

## 生涯
左大臣・九条道孝の長男として生まれる。1889年（明治22年）イギリスに留学。父の死去に伴い、1906年（明治39年）1月23日、公爵を襲爵、貴族院公爵議員に就任し、火曜会に所属し死去するまで在任した。
1908年（明治41年）1月1日、式部官に専任され、高等官四等（奏任官）に叙され、年俸900円を下賜されると共に掌典次長心得も命じられた。
1909年（明治42年）12月25日、掌典次長に任じられ、高等官三等に陞叙した。12月26日、二級俸を賜った。
1912年（大正元年）9月21日、侍従に転任。11月8日、祭官長に任じられた。
1913年（大正2年）7月30日、明治天皇一周年祭権殿の儀にて祭官長として祭詞を奏上した。7月31日、一周年祭が終わったことにより祭官職が廃止され、道実以下祭官職に奉仕した者らに下賜があった。8月9日、掌典次長に還任した。
1914年（大正3年）1月17日、神宮勅使として大正天皇に御祭文を賜り、「能く申して奉れ」と勅せられた。
1915年（大正4年）12月27日、掌典長に昇任した。
1920年（大正9年）11月1日、明治天皇・昭憲皇太后の御霊代が明治神宮に奉納され、これに勅使として参向した。12月20日、大正天皇に召され午餐を賜った。
1924年（大正13年）12月14日、親任官待遇となった。
1929年（昭和4年）10月、第58回神宮式年遷宮に勅使として参向した。
1933年（昭和8年）1月16日、妹の貞明皇后が東京市赤坂区赤坂福吉町の道実邸に行啓した。行啓3日後の1月19日、死去。1月21日、貴族院より弔辞が贈られた。1月24日、葬儀が執り行われ、勅使として侍従甘露寺受長が、皇后宮使として皇后宮事務官大金益次郎が、皇太后宮使として皇太后宮事務官清閑寺良貞がそれぞれ差遣され、玉串を奉奠した。

## 栄典

### 位階
- 年月日不明 - 従五位
- 年月日不明 - 正五位
- 1894年（明治27年）06月30日 - 従四位[26]
- 1897年（明治30年）07月03日 - 正四位[27]
- 1906年（明治39年）01月31日 - 従三位[28]
- 1912年（明治45年）02月10日 - 正三位[29]
- 1919年（大正08年）02月20日 - 従二位[30]
- 1927年（昭和02年）03月01日 - 正二位[31]
- 1933年（昭和08年）01月19日 - 従一位[32]

### 勲章
- 1915年（大正04年）11月10日 - 大礼記念章[33]
- 1931年（昭和06年）04月11日 - 勲一等瑞宝章[34]
- 1933年（昭和08年）01月18日 - 旭日大綬章[35]

## 系譜
出典がない限り、霞会館 1996a, pp. 537–538を参照している。
- 父：九条道孝
- 母：野間幾子
  - 弟：九条良政、九条良致、九条良叙
  - 妹：菊麿王妃範子[注 3]、大谷籌子[注 4]、貞明皇后[注 5]、渋谷篷子[注 6]、大谷紝子[注 7]
    - 甥：昭和天皇（第124代天皇）
      - 大甥：明仁（第125代天皇）
- 妻：九条恵子 - 大谷光瑩次女
  - 長女：佐竹兼子（1894 - 1964） - 佐竹義春の妻[36]
  - 長男：九条道秀（1895 - 1961）
  - 二女：中山豊子（1899 - 1985） - 中山輔親の妻[37]
  - 四女：大岡充子（1901 - 1985） - 大岡忠量養女[38]
  - 五女：賀陽敏子（1903 - 1995） - 賀陽宮恒憲王妃[39]
  - 六女：大久保敞子（1906 - 1984） - 子爵大久保忠言後妻[40]
  - 養女：九条日浄（1896 - 1962） - 仙石政敬長女